# Anthony Ors
Pas d'image ? Cliquez ici

a Compétitions nationales et continentales officielles uniquement.

Anthony Ors, né le 21 novembre 1994, est un joueur de rugby à XIII français évoluant au poste de troisième ligne. Formé à Lézignan entrecoupé d'une pige en rugby à XV à Olonzac, il intègre l'équipe première de Lézignan en Championnat de France mais subit jeune une rupture des ligaments croisés mettant en suspens sa carrière. Après un retour par Ferrals, il réintègre Lézignan et dispute la finale du Championnat de France et de la Coupe de France en 2017.

## Palmarès
- Collectif : 
  - Vainqueur du Championnat de France : 2021 (Lézignan).
  - Finaliste du Championnat de France : 2017 (Lézignan).
  - Finaliste de la Coupe de France : 2017 (Lézignan).

### En club
| Saison    | Club     | Compétition           | Matchs | Points | Essais | Goals | Drops |
| --------- | -------- | --------------------- | ------ | ------ | ------ | ----- | ----- |
| 2014-2015 | Lézignan | Championnat de France | 1      | -      | -      | -     | -     |
| 2015-2016 | Lézignan | Championnat de France | -      | -      | -      | -     | -     |
| 2016-2017 | Lézignan | Championnat de France | 9      | 4      | 1      | -     | -     |
| 2017-2018 | Lézignan | Championnat de France | 21     | 4      | 1      | -     | -     |
| 2018-2019 | Lézignan | Championnat de France | 17     | 12     | 3      | -     | -     |
| 2019-2020 | Lézignan | Championnat de France | 11     | 4      | 1      | -     | -     |
| 2020-2021 | Lézignan | Championnat de France | 18     | 12     | 3      | -     | -     |